# Martinians
Els martinians van ser un grup reformat de l'orde de Frares Menors Conventuals, de tendència observant, que va existir entre 1430 i 1517.
En un moment de voluntat de reforma en l'orde, que volia retornar a l'esperit d'austeritat original i reunificar-ne les diferents branques sota una sola autoritat jurídica, el capítols dels frares menors va aprovar a Assís, el juny de 1430, les anomenades Constitucions martinianes (pel papa Martí V), obra sobretot de Joan de Capistrano. Plantejaven una reforma moderada, encara que advocava per la pobresa i la renúncia als privilegis adquirits per l'orde amb el temps. Els franciscans observants renunciaven al vicari general i als provincials, confirmant l'autoritat dels superiors; els conventuals acceptaven la declaració pontifícia de Nicolau III Exiit qui seminat, que demanava una veritable observança de la pobresa. No obstant això, els franciscans conventuals no les acceptaren per trobar-les massa rigoroses, alhora que tampoc les volgueren els franciscans observants per massa laxes.
Només van ésser vigents en algunes províncies del centre d'Europa, on el ministre (després general) Martin Doering les va aplicar. El papa Pau II les va confirmar per a les províncies d'Estrasburg i Saxònia, que tenien un ministre i un visitador propis però mai no van assolir més difusió.
Van ser suprimits, com d'altres reformes similars, per Lleó X el 1517.